# 菲安·保羅
菲安·保罗（英語：Fiann Paul，1980年8月15日—）是一名冰岛籍探险家、运动员、艺术家和演说家。他是有史以来破过最多世界纪录的探险家，在吉尼斯世界纪录大全中是获得最多项单一运动表现纪录的保持者（共41项/33项基于表现的纪录），截至2020年，排名比罗杰·费德勒（最高/当前，36项/27项）和迈克尔·菲尔普斯（最高26项/24项，当前21项/19项）都要高。 
菲安被著称为世界上最快的远洋赛艇运动员（2016年）也是破过最多纪录的远洋赛艇运动员（2017年）。截至2020年，他是第一位，也是唯一一位实现 "海洋探索者大满贯"（使用人力驱动的船只在五大洋上分别进行公开水域横渡）的人。作为对比，世界上仅约有70人实现了陆地探索者大满贯。
菲安持有许多远洋赛艇历史上的最高荣誉包括成为世界上拥有最多基于表现的吉尼斯 “世界第一 ”头衔的得主（共14个，超越了莱因霍尔德·梅斯纳的记录，后者截至2020年共持有9个） .这些头衔也被称为 “史上之最”，通常由吉尼斯授予，例如他所获得的“首位划过5大洋者”、  首位在4大洋保持当前速度记录者” 等成就。菲安也持有多个极地探险的“世界第一”头衔，如第一个划过两极地区一些最极端的主要海域的人。
他是历史上破纪录最多的远征队的船长，创下远洋划艇史上最快的船只冲程以及跨越每一大洋的总速度破纪录船只冲程。截至2020年，他是人类史上仅有的三次以人力驱动，并成功进入两极地区开阔水域先锋探险队的船长。
菲安的成就是冰岛能成为世界人均与体育有关的吉尼斯世界纪录数量最多的国家的主要贡献者。自2017年起，他的纪录占了冰岛体育吉尼斯世界纪录总数的大部分（截至2020年占76%）。
菲安在艺术和心理学领域也很活跃，以其特有的方式在不同范畴内表现非常突出，引起各界关注。